# Ихтиман
Ихтиман (буг. Ихтиман) је град у западном делу Бугарске. Налази се у софијској области и административни је центар општине Ихтиман. Има 14.525 становника.

## Географија
Овај град се налази у равничарској регији на ихтиманске котлине - високопланинска котлина у Ихтиманској Средњој Гори. Удаљен је 48 km од Софије и 95 km од Пловдива. Ихтиман се налази у близини ауто-пута Тракије.

## Историја
Ихтиман је припадао српској држави још од времена српског краља Уроша I. Тако је било и за време краља Стефана Дечанског.
Духовник протестантски Стефан Герлах је 1573. године пропутовао Балканско полуоство. За Ихтиман је примето да је то мала варошица у којој Турци живе, а Бугара је мало. Турски чувени путописац Евлија Челебија почетком маја 1660. године прошао је кроз Ихтиман. Када је јуна 1786. године Француз путописац, С. Љунизан пропутовао Балканско полуострво, прошао је кроз Ихтиман. Село Ихтиман је чинило 200 кућа, највише турских. Ихтиман је био место на Цариградском друму, којим су пошту носили на својим брзим коњима "татари", стизајући у крајње одредиште за 7-10 дана. Касније ту пролази важна жељезничка саобраћајница.
По султанском ферману издатом 1855. године цариградском патријарху Кирилу, види се да је под Пећком патријаршијом био и Ихтиман, те Радомир, Ћустендил и друге епархије.
У месту је 1894. године живело 4285 становника.